# Цела
Цела (лат. cella, грч. naos) је архитектонски појам за унутрашњу централну и главну просторију у храму у стилу класичне архитектуре између пронаоса и епистодома, и који обично садржи култну фигуру посвећену одређеном богу. Има исто значење као и наос и секос. Поред фигуре цела може да садржи сто или плинту за прихватање посвећених дарова.
Цела је обично једноставна просторија без прозора четвртастог облика са вратима или улазним пролазом у средини једног од нижих зидова. У већим храмовима цела је подјељена у два или три ходника подјељених колонадом. Цела такође може да има адитон, унутрашњи простор резервисан за приступ само свештеницима (у религијама који су имали свештенички ред) или чуварима храма.
Храм Венере коју је изградио Хадријан у Риму је имао двије целе, обе затворене, у једном перистилу.